# Diocèse d'Ozieri

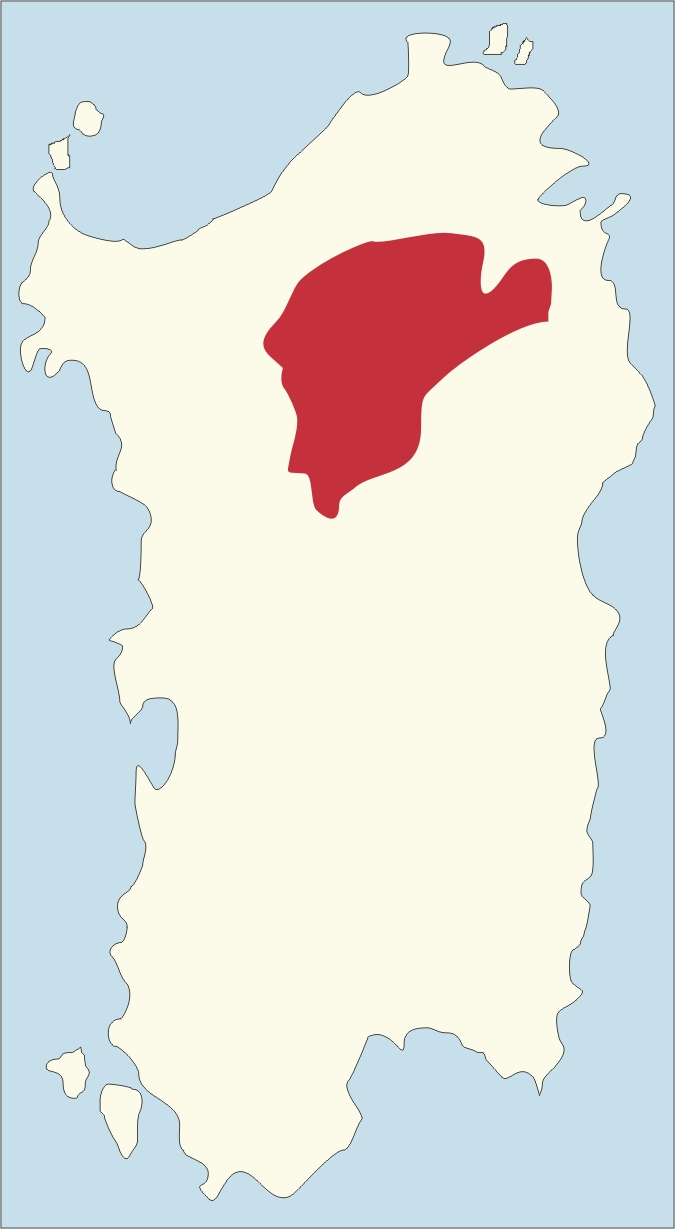
Localisation du diocèse.

Le diocèse d'Ozieri, en latin : dioecesis Octeriensis o Othierensis, en italien : diocesi di Ozieri, est un diocèse de l'Église catholique basé à Ozieri, diocèse suffragant de l'archidiocèse de Sassari en région Sardaigne, en Italie. En 2014,  il y avait 54 100 personnes baptisés pour environ 54 400 habitants dans le diocèse. Depuis 2015, c'est Corrado Melis (it) qui en a la charge.
Sa cathédrale est la cathédrale d'Ozieri. 

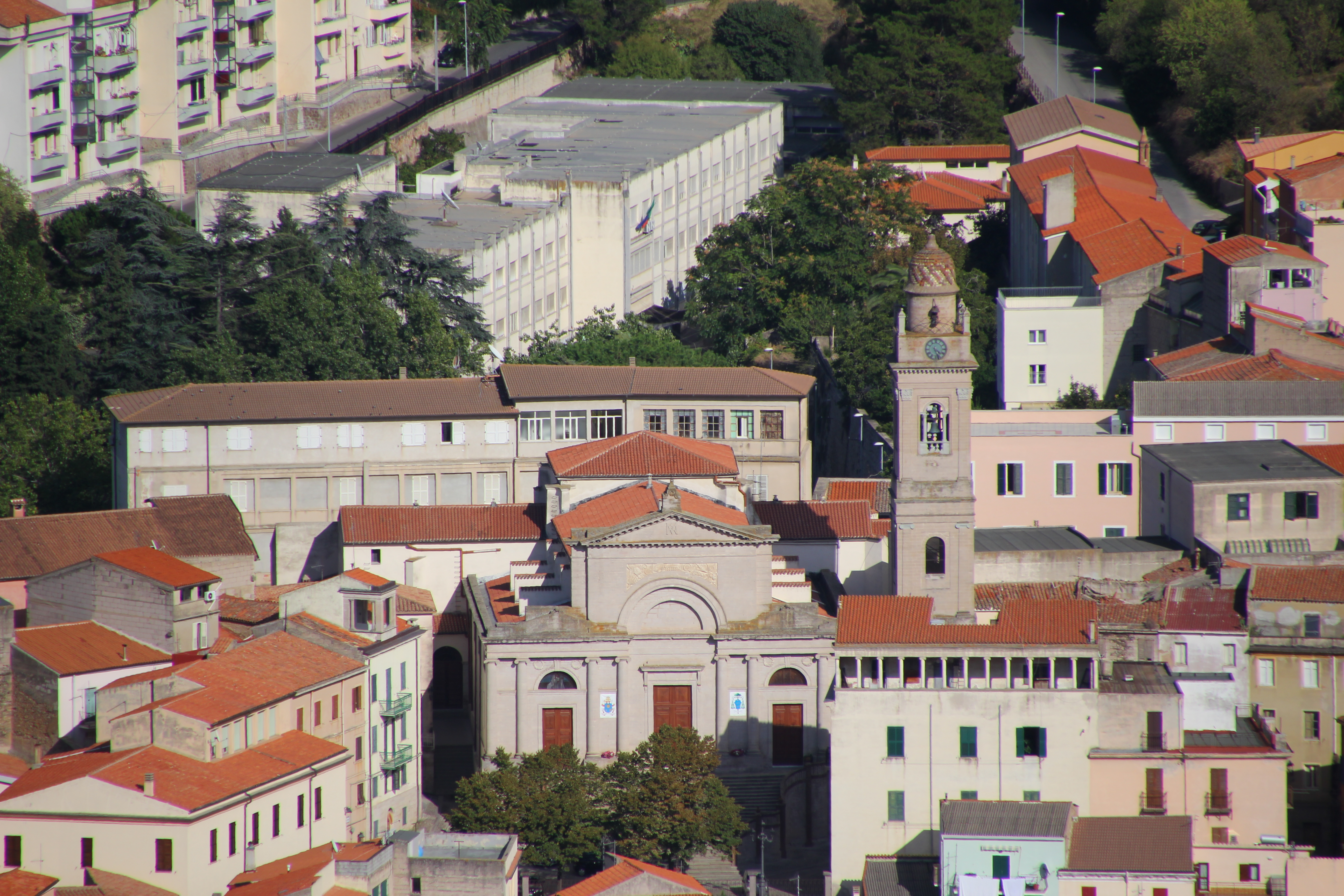
La cathédrale de l'Immaculée Conception (cattedrale di Santa Maria Immacolata) dans la ville d'Ozieri.

## Source
- (it) Cet article est partiellement ou en totalité issu de l’article de Wikipédia en italien intitulé « Diocesi di Ozieri » (voir la liste des auteurs).